# Parting of the Waters
Parting of the Waters, toponyme anglais signifiant littéralement en français « partage des eaux », est un site naturel des États-Unis qui consiste en une diffluence à cheval sur deux bassins versants entre deux océans.
Le site constitue un National Natural Landmark depuis 1965, sous le nom de Two Ocean Pass National Natural Landmark.

## Caractéristiques

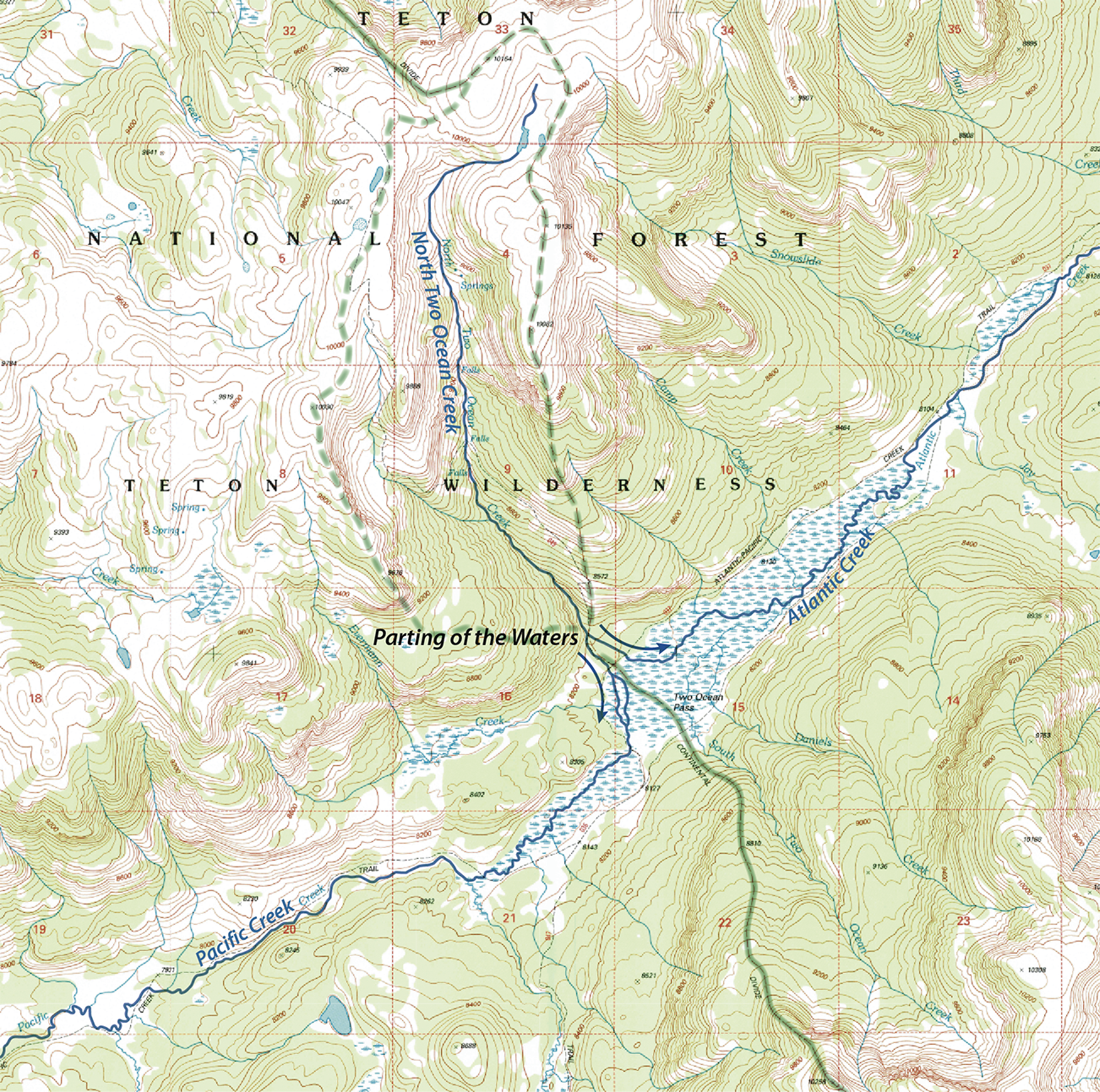
Carte topographique montrant Two Ocean Pass et le Continental Divide (en vert)

Le site se trouve dans le Nord-Ouest des États-Unis et du Wyoming, dans le nord-est du comté de Teton, au sein des aires protégées de la Teton Wilderness et de la forêt nationale de Bridger-Teton, à quelques kilomètres au sud des limites du parc national de Yellowstone. La région est montagneuse — partie des montagnes Rocheuses — et relativement isolée : les routes les plus proches se trouvent à quelques dizaines de kilomètres à l'ouest et au sud et les premières localités en direction du sud-ouest.
Descendant du South Two Ocean Plateau, à un peu plus de 2 500 mètres (8 200 pieds) d'altitude, juste au-dessus et à 640 mètres à vol d'oiseau au nord-ouest du Two Ocean Pass — le col entre les vallées de la Yellowstone au nord-est et du Snake au sud-ouest —, la North Two Ocean Creek se sépare en deux bras qui ne se rejoignent pas en aval mais donnent naissance à deux autres cours d'eau :
- la Pacific Creek, qui s'écoule vers l'ouest vers l'océan Pacifique par un parcours de 2 177 kilomètres via le Snake et le Columbia ;
- l'Atlantic Creek, qui coule vers l'est à destination de l'océan Atlantique par un parcours de 5 613 kilomètres via la Yellowstone, le Missouri et le Mississippi.

C'est l'un des rares exemples au monde où un cours d'eau franchit une ligne de partage des eaux, en l'occurrence la ligne continentale de partage des eaux.

## Environnement
Situé juste sous Parting of the Waters, le Two Ocean Pass constitue une zone marécageuse où l'eau est présente toute l'année. Combiné à la connexion entre les deux bassins versants réalisée à Parting of the Waters, le lieu pourrait permettre aux poissons amphihalins de nager d'un océan à l'autre. Il est d'ailleurs envisagé que ce lieu soit le chemin emprunté par les truites fardées du Yellowstone pour migrer du Snake (côté océan Pacifique) vers la Yellowstone (côté océan Atlantique),.